# Vente domaniale
Une vente domaniale est, en France, la vente de biens mobiliers ou immobiliers appartenant à l’État, une collectivité territoriale ou un établissement public, notamment par le biais de la direction nationale d'interventions domaniales (DNID), rattachée à la direction Générale des Finances Publiques (DGFiP).
Toute personne physique ou morale peut participer à une vente domaniale présentant les garanties de solvabilité requises. Les ventes domaniales sont soumises au droit français et sont effectuées selon les formes et conditions du Cahier des Clauses Administratives Générales (CCAG).
La vente domaniale peut s'effectuer par appel d'offres, à l'amiable ou aux enchères (par adjudication).
Il existe 14 commissariats aux ventes (CAV) répartis sur tout le territoire national.

## Origine des biens mis en vente
Les ventes domaniales sont d'origine diverses. Elles peuvent notamment provenir de :
- biens appartenant historiquement aux institutions publiques ;
- biens ayant fait l'objet d'une confiscation pénale suite à un jugement[1] (en parallèle des ventes de l'AGRASC[5] et de la Douane[6]) ;
- successions vacantes ou en déshérence[7] ;
- objets trouvés[8].

## Ventes immobilières
La direction de l'immobilier de l’État (DIE) rattachée à la direction Générale des Finances Publiques (DGFiP) définit la stratégie en matière de politique immobilière de l’État (PIE). Les biens destinés à être cédés font l'objet d'une évaluation immobilière par la direction nationale d'interventions domaniales ou bien par les pôles d'évaluation domaniale. Les collectivités locales détiennent un droit de priorité sur les ventes domaniales.
L'achat d'un bien immobilier domanial n'entraîne aucuns frais de notaire mais est soumis à une taxe forfaitaire (6 % par appel d'offres et 11% aux enchères).

## Ventes mobilières
Les ventes mobilières concernent des produits multiples : sport et loisirs, high-tech, luxe, navigation, véhicules, matériels professionnels, matières et matériaux, maison, mode et beauté, animaux et autres.
Certaines ventes sont uniquement destinés à des professionnels.
Les ventes domaniales sont effectuées sans garantie.